# ماري ستيوارت (منافسة ألعاب القوى)
ماري ستيوارت (بالإنجليزية: Mary Stewart)‏ هي منافسة ألعاب القوى بريطانية، ولدت في 25 فبراير 1956 في برمنغهام في المملكة المتحدة.

## وصلات خارجية
- ماري ستيوارت على موقع أوليمبيديا (الإنجليزية)
- ماري ستيوارت على موقع اتحاد ألعاب الكومنولث (مؤرشف) (الإنجليزية)